# Symbolism

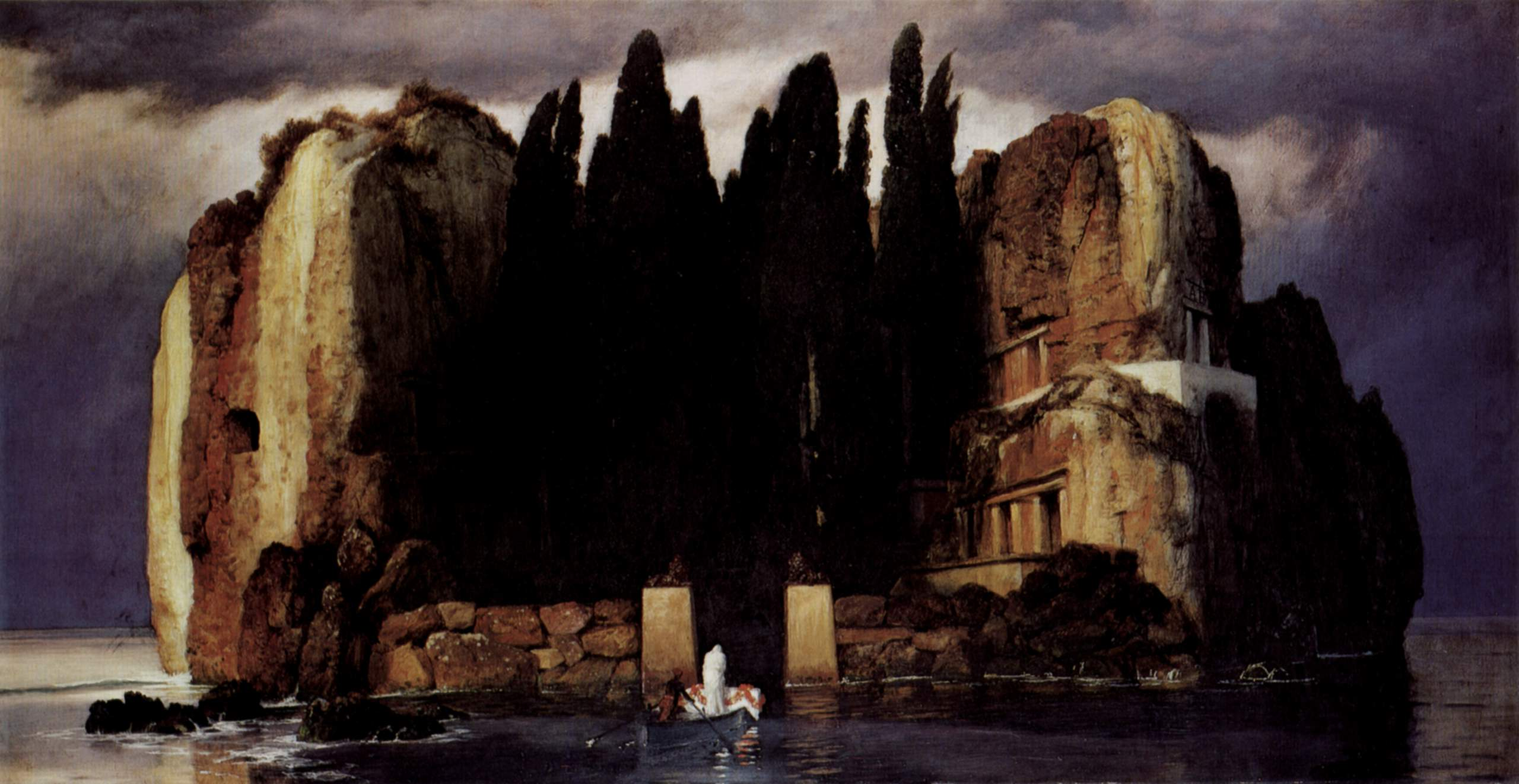
Arnold Böcklins målning Dödens ö.

Symbolism är en litterär och konstnärlig strömning som på 1880- och 90-talen utvecklades i Frankrike och sedan fick avläggare i andra länder. De franska symbolisterna räknas till dekadenterna – de konstnärer mot 1800-talets slut som ville befria litteraturen från samhällsmoral och nyttotänkande.
Symbolismen utarbetades på 1880-talet i Frankrike som en reaktion mot naturalismen i romanen, särskilt sådan den representerades av Émile Zola, och Parnass-skolans plastisk-måleriska poesi. De försökte pånyttföda och förnya idealismen, hermetismen och romantiken från 1800-talets början. Istället för naturalismens positivistiska vetenskapstro, sociala engagemang och realistiska verklighetsåtergivning ville symbolisterna ägna sig åt det inre livet och ta avstånd från samhället och dess problem. De flesta symbolistiska författarna var poeter.
Samtidigt började på 1880-talet en riktning inom konsten försökte låta färg och innehåll i målningarna få ett symboliskt innehåll. Man drog sig från det då populära landskapsmålningarna och återknöt till äldre tiders allegoriska måleri. Företrädare för den tidiga symbolismen var bland andra Gustave Moreau och Arnold Böcklin. Hos Paul Gauguin fick symbolismen i stället en exoticerande prägel. Runt Odilon Redon bildades på 1890-talet en skola som brukade religiösa symboler på ett teckenartat sätt i sin konst. Hos konstnärer som James Ensor och Max Klinger gavs konsten litterära och personliga anspelningar.

## Föregångare till symbolismen
Föregångarna var E. A. Poe, Baudelaire och A. de Vigny. Symbolisterna lät sig inspireras av tyska kompositörer – och då i synnerhet Richard Wagner – och av engelsk poesi och inom måleriet framför allt av prerafaeliterna. Som sina närmaste föregångare proklamerade de Stéphane Mallarmé, Paul Verlaine, Villiers de l'Isle-Adam, Arthur Rimbaud och Tristan Corbière.

## Den symbolistiska agendan

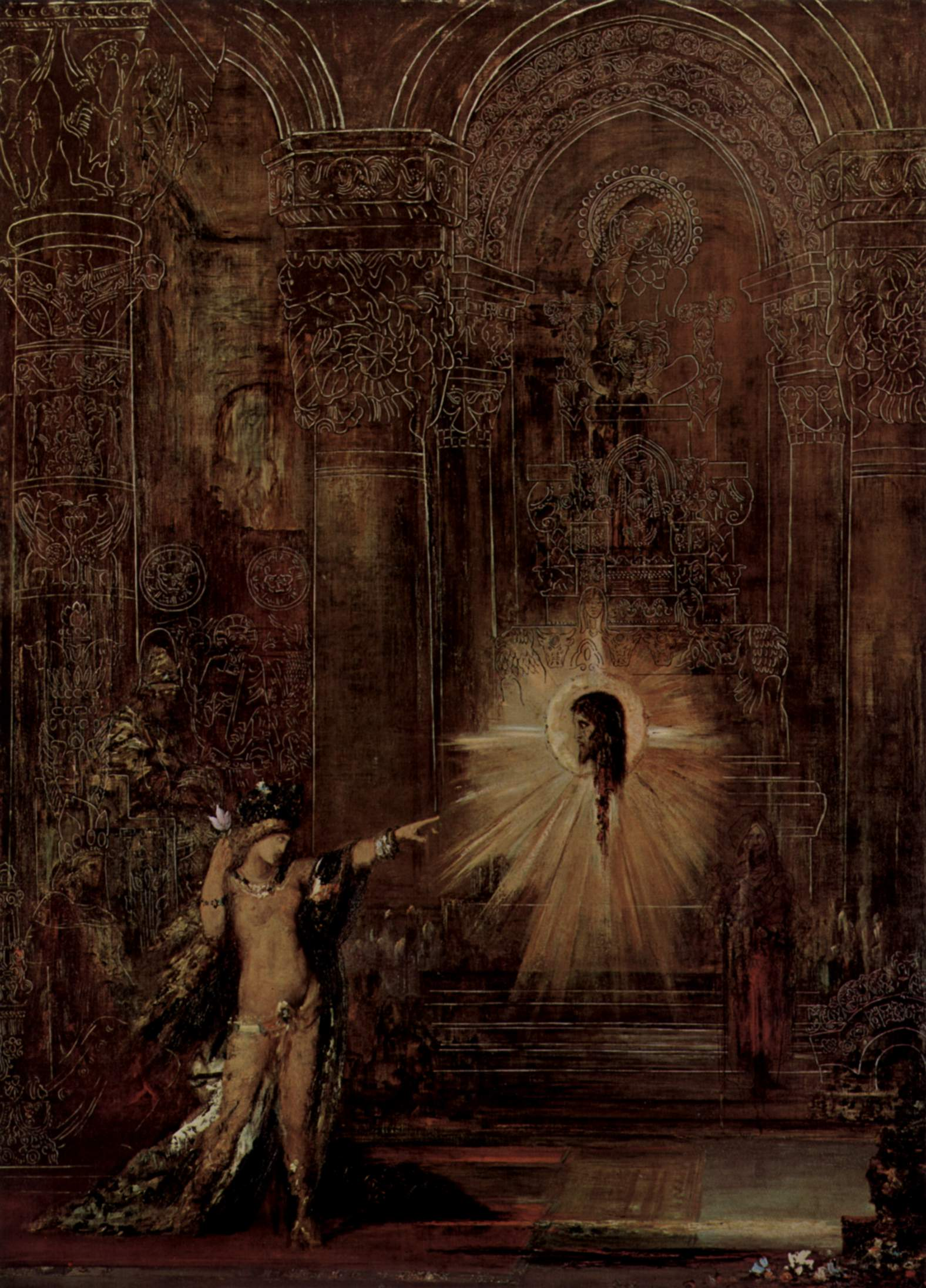
Gustave Moreaus målning av Salome och Johannes döparens huvud från 1875.

Symbolisterna upphöjde konsten till en religion. De ägnade sig åt konsten för konstens egen skull; en tanke som kan härledas till Schiller. Enligt symbolismen har poesin inte till uppgift att fotografiskt efterbilda verkligheten; den bör istället försöka fånga tingens själ. Under det att Parnass-skolan beskrev ett landskap, sökte symbolismen frammana dess stämning. I motsats till den klarhet, logik och precision, som härskat i den föregående skolan, eftersträvade symbolismen det dunkla, det mystiska, till och med det obegripliga. Den delar prerafaeliternas stora förkärlek för allegorin och de skapade teorier utifrån Poes sätt att berätta sina historier, i det han under den synbara meningen döljer en annan, djupare symbolik. 
Symbolen, lärde man, borde helst uppstå av sig själv utan alla medvetna ansträngningar och i ett naivt sinne, som inte ens en gång förstod att skilja på det synbara och dess abstrakta innehåll. Dessa teorier anknyter till Dante, till vissa tyska nyromantiker och till Richard Wagners uppfattning om poesin.
I tekniskt avseende kämpade symbolismen för större metrisk frihet. För att förstå denna del av riktningen bör man erinra sig att den franska synen på lyrisk språkbehandling hade varit mer traditionsbundet konservativ än den germanska och att romantiken i Frankrike inte lyckades genomföra samma friheter i versbehandlingen som i Tyskland eller England. Det var denna frihet som man nu sökte vinna dels genom att behandla alexandrinen mindre konventionellt, dels genom att skriva så kallad fri vers.

## Symbolisterna och deras olika skolbildningar

### Symbolister i Frankrike
Symbolismen kan spåras tillbaka till 1880-talets början, då några unga skalder först oberoende av varandra, sedan i närmare förening började utge små, vanligen kortvariga, tidskrifter där de offentliggjorde sin vers och kämpade för sina idéer. Bland dessa unga män kan nämnas Jean Moréas, Charles Morice, Laurent Tailhade, Maurice Barrès, Charles Viguier, Félix Fénéon, Gustave Kahn. Senare tillkom René Ghil, Francis Jammes, Jules Laforgue, Pierre Louÿs, Stuart Merrill och Francis Vielé-Griffin. Då hela skolan har en flytande karaktär är det svårt att alltid ange vilka som tillhör den. Bland riktningens förnämsta representanter bör i varje fall nämnas Henri de Régnier, Émile Verhaeren, Maurice Maeterlinck, även om de inte varit inblandade i skolstriderna. Det var först sedan Huysmans i romanen À rebours (1884) framställt den nya skaldetypen, dekadenten, och sedan Gabriel Vicaire och Henri Beauclair utgett sin kvicka parodi Deliquescences, d'A. Floupette, poète décadent (1885), som symbolism ådrog sig uppmärksamhet i större kretsar. Paul Verlaine uppenbarade sig samtidigt i Paris och hyllades som skolans chef och prince des poètes, tidskrifterna började myllra fram, och åtskilliga diktsamlingar av de nya skalderna såg dagen. Jean Moréas skrev skolans program, men förgäves sökte man samla skolans medlemmar kring en större gemensam tidskrift. Oenigheten var för stor, meningarna för skiljaktiga. Som dess sista handling kan betraktas festen för Jean Moréas, då han utgett diktsamlingen Pélerin passionné (1891), som i detta ögonblick betraktades som ett mästerverk. Därefter försvann skolan plötsligt eller kanske riktigare upplöste sig i flera smärre grupper. Jean Moréas själv grundlade l'école romane, som återgick till Pierre de Ronsard och använde ett starkt arkaiserande språk för att några år senare i sina sista diktsamlingar återgå till Parnass-skolan. En annan riktning var naturalismen, som ungefär hade samma tendenser som impressionismen i målarkonsten; andra skalder närmade sig på nytt Parnass-skolan, åter andra hyllade socialistiska och anarkistiska tendenser eller anslöt sig till Henrik Ibsen. Symbolismen har således endast haft en kort och föga lysande tillvaro som skola, men den uttryckte en allmän tendens i tidsmedvetandet (se fin de siècle) och knappast någon då levande författare undgick att ta intryck av rörelsen. Den bröt med naturalismen och virtuositeten och frigjorde den franska versen.

### Symbolister utanför Frankrike

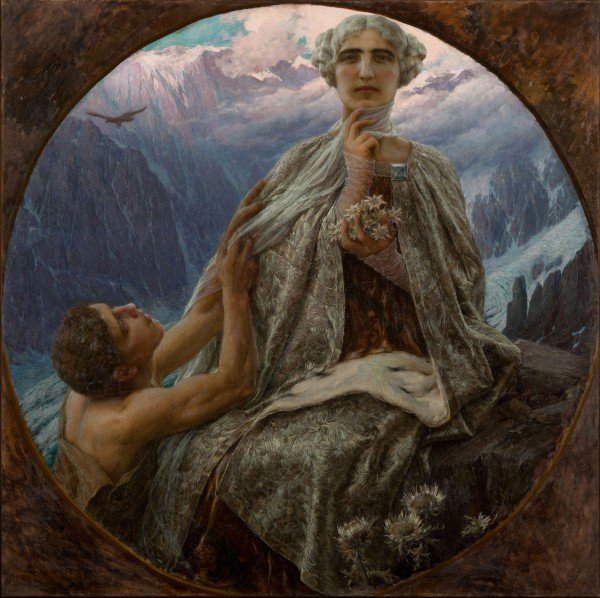
"Toppen", 1912, ett symbolistiskt verk av Cesare Saccaggi.

Rörelsen fortplantade sig till andra europeiska länder såsom Tyskland (Stefan George m.fl.), Danmark (Johannes Jørgensen), där de unga skalderna utgav tidskriften Taarnet, och Norge (Sigbjørn Obstfelder). I Sverige har symbolismen en viss motsvarighet i 1890-talslitteraturen, där August Strindberg, Oscar Levertin och även Emil Kléen kan nämnas. En sista utlöpare i Sverige kan urskiljas i Sven Lidmans och Sigurd Agrells diktning på 00-talet, samt även hos Anders Österling, Vilhelm Ekelund och (något senare) Bertil Malmberg. Även William Golding, författaren till Flugornas herre, sägs ha varit en dyrkare av symbolismen.
Edvard Munch hör till de nordiska konstnärer som tidigt plockade upp symbolismen. Tydliga anslag av symbolism kan spåras hos Richard Bergh och Olof Sager-Nelsons konst under 1890-talet.

### Symbolistiska konstnärer i urval
- George Frederic Watts (1817–1904)
- Pierre Puvis de Chavannes (1824–1898)
- Gustave Moreau (1826–1898)
- Arnold Böcklin (1827–1901)
- Odilon Redon (1840–1916)
- John William Waterhouse (1849–1917)
- Félicien Rops (1855–1898)
- Fernand Khnopff (1858–1921)
- Gustav Klimt (1862–1918)
- Edvard Munch (1863–1944)
- Hugo Simberg (1873–1917)
- Henri Rousseau (1844–1910)